# Чебвоген, Мерси
Мерси Чебвоген — кенийская бегунья на средние дистанции. 
Чемпионка мира среди юниоров 2012 года в беге на 3000 метров с результатом 9.08,88. 
Серебряный призёр первого этапа чемпионата Кении по кроссу в забеге юниорок. 10 ноября 2012 года стала победительницей четвёртого этапа чемпионата Кении по кроссу 2012 года в забеге юниорок, который прошёл в Мачакосе. Победительница пятого этапа чемпионата Кении по кроссу среди юниорок на дистанции 6 километров, который прошёл 22 декабря 2012 года в Эмбу.